# Michelle Duncan

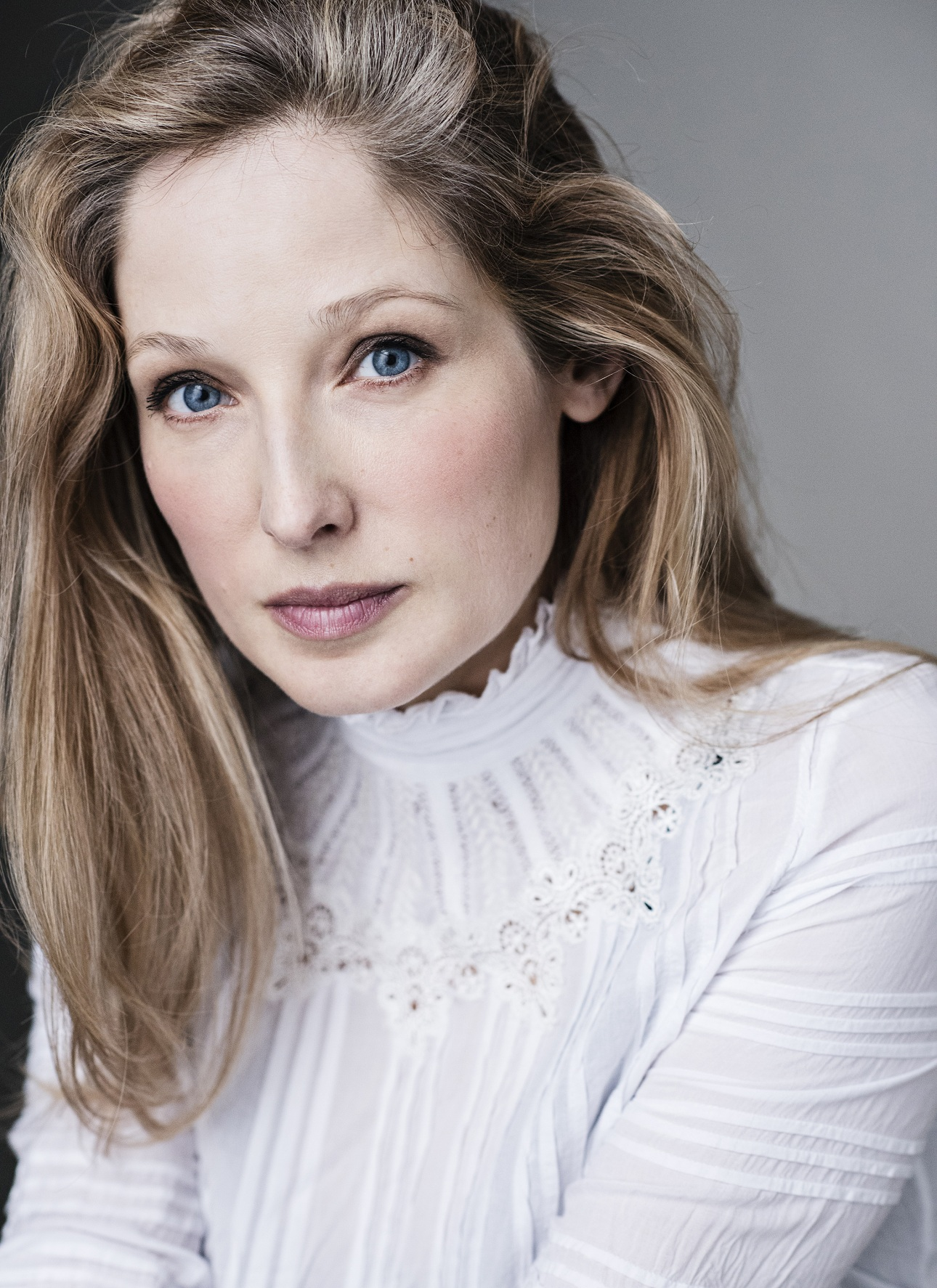
Michelle Duncan (2019)

Michelle Duncan (* 14. April 1978 in Perth, Schottland) ist eine britische Schauspielerin.

## Leben und Karriere
Die Schottin Michelle Duncan wurde 1978 in Perth geboren. Sie absolvierte ein Schauspielstudium an der Queen Margaret University in Edinburgh. Anschließend studierte sie Englisch und Klassik an der St. Andrews University. 2005 zog sie nach London. Für ihre Darstellung der Claire Morrison in der Fernsehserie Sea of Souls 2005 erhielt sie eine Nominierung für den BAFTA Scotland Award. Größere Bekanntheit erlangte sie in ihrer Rolle der Diana Spencer in dem Fernsehfilm Charles und Camilla – Liebe im Schatten der Krone. Als Theaterschauspielerin wurde sie 2007 für die Rolle der Portia in William Shakespeares Der Kaufmann von Venedig am Shakespeare Globe besetzt, gab aber nach wenigen Aufführungen auf und wurde ersetzt.
Michelle Duncan arbeitet gegenwärtig als Lehrerin für Englisch und Drama an der Forest School in Snakesbrook.

## Filmografie (Auswahl)
- 2000: Are You Afraid of the Dark (Fernsehserie, 1 Folge)
- 2005: Sea of Souls (Fernsehserie, 2 Folgen)
- 2005: Charles und Camilla – Liebe im Schatten der Krone (Whatever Love Means)
- 2005: Doctor Who (Fernsehserie, 1 Folge „Mit Zähnen und Klauen“)
- 2006: Driving Lessons – Mit Vollgas ins Leben (Driving Lessons)
- 2007: Abbitte (Atonement)
- 2008: The Broken
- 2008: Wenn Jane Austen wüsste (Lost in Austen, Fernsehserie, 2 Folgen)
- 2012: New Tricks – Die Krimispezialisten (New Tricks, Fernsehserie, 1 Folge)
- 2013: Luther (Fernsehserie, 1 Folge)
- 2014: Call the Midwife – Ruf des Lebens (Call the Midwife, Fernsehserie, 1 Folge)
- 2014: Grantchester (Fernsehserie, 1 Folge)
- 2015: Iona
- 2018: Bohemian Rhapsody
- 2022: Andor (Fernsehserie, 1 Folge)
- 2025: Department Q (Dept. Q, Fernsehserie)